# Lhohi (Raa-atol)
Lhohi is een van de onbewoonde eilanden van het Raa-atol behorende tot de Maldiven.